# Front d'Alliberament Somali Abo

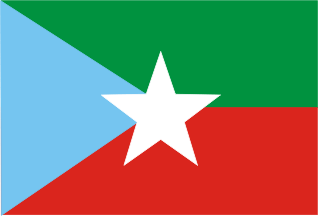
Bandera

El Front d'Alliberament Somali Abo (Somali Abo Liberation Front OALF) és un moviment d'alliberament dels oromos de parla somali. Encara que els antecedents del front remunten al 1961 quan el programa era la unió de les províncies d'Ogaden i Bale a Somàlia, fou creat efectivament el 1974 per elements gabbra i garre dels oromo, que parlen somali i en aquell moment s'identificaven amb els somalis i la política de la Gran Somàlia. Abo (o abbo) és la manera de cridar a un altre oromo de parla somali quan no se'n sap el nom i, per tant, "abo" (abbo) vol dir "ep, tu" (hey, man). El 1977 i 1978 va donar suport a l'Exèrcit Nacional Somali (ENS) en la seva campanya a Ogaden. Després va seguir la lluita fins al 1991. Els etíops van enverinar els pous, els van matar els ramats i van cremar els seus establiments. El 1989 el seu cap històric, l'autoanomenat general Wako Gutu, que havia dirigit la guerrilla de Bale (1963-1972) i el Front d'Alliberament Somali Abo (1973-1989), va formar una facció que va agafar el nom de Front de Líders Populars Units Oromo/ United Oromo People's Leadership Front UOPLF, o simplement Líders Populars Units Oromo/United Oromo People's Leadership UOPL.
El 1991, desaparegut l'estat de Somàlia, es van reafiliar com oromos, i van esdevenir el Front d'Alliberament d'Oròmia Abo, reclamant tot seguit un estatus específic pels oromo abo dins l'emergent regió d'Oròmia. Wako Gutu i el UOPL per la seva part es va aliar al Front Popular d'Alliberament del Tigre i va constituir un grup totalment separat, anomenat Front Popular d'Alliberament Oromo/Oromo Peoples Liberation Front.
El 1995 el OALF es va dividir en dos parts, el Front d'Alliberament Somali Abo, que reclama la incorporació de les terres dels oromo o somali abo a la regió Somali d'Etiòpia, i el Front d'Alliberament d'Oròmia Abo (Oromo Abo Liberation Front OALF) que seguia reclamant un estatus especial dins Oròmia.